# Richard Woolnough
Richard Woolnough (Chesterfield, 1964) és director de fons d'inversió a l'empresa britànica Prudential plc. El 2014 fou la persona més ben pagada de l'empresa, guanyant com a mínim 15,3£ milions entre salari i bonificacions, comparats amb els 11,8£ milions guanyats pel CEO Tidjane Thiam el mateix any. Woolnough gestiona una cartera de 24.200 milions de lliures esterlines. Woolnough va néixer a Chesterfield i va estudiar a la prestigiosaLondon School of Economics. Abans de començar a M&G, Woolnough va treballar per a Lloyd Merchant Bank, l'assegurador italià Assicurazioni Generali, Old Mutual i SG Warburg. Woolnough gestiona M&G Investments, la branca de fons d'inversió de Prudential plc, amb una mitjana de rendibilitat anual del 5,79%.